# Live/Dead
Live/Dead ist das insgesamt vierte Album von Grateful Dead. Es ist das erste Livealbum der Band.

## Entstehungsgeschichte
Das Album ist ein Zusammenschnitt aus verschiedenen Konzerten, die die Band Anfang 1969 gegeben hatte. Als Tontechniker und Producer des Albums verantwortlich zeichneten „Bob & Betty“ – der der Band seit den Anfangsjahren verbundene Bob Matthews und die Live-Aufnahmetechnikerin der Grateful Dead, Betty Cantor-Jackson. Die Songs wurden mit einem mobilen 16-Spur-Rekorder von Cantor-Jackson aufgenommen. Der Tontechniker Owsley Bear ließ sich von Ron Wickersham eine Splitbox bauen, um Gesang und Instrumente ohne Qualitätsverlust gleichzeitig an PA und Bandmaschine zu schicken. Dies war der Anfang des Wall of Sound von Grateful Dead.
Von einem Auftritt am 26. Januar 1969 im Avalon Ballroom in San Francisco wurden die Songs The Eleven und Turn On Your Lovelight gewählt. Dark Star und St. Stephen wurden von einem Auftritt am 27. Februar 1969 im Fillmore West ausgesucht. Der Text von Dark Star gilt als einer der besten, die Robert Hunter geschrieben hat und als ein Aushängeschild von Grateful Dead. Die Rock and Roll Hall of Fame wählte diesen Song in ihre Liste der 500 wichtigsten Songs.
Von einem weiteren Auftritt in Fillmore West am 2. März 1969 wurden die Songs Death Don't Have No Mercy, Feedback und And We Bid You Goodnight herausgesucht.
Im Gegensatz zu späteren Jahren variierte die Setlist in den ersten Jahren nur wenig. Insbesondere ein Medley der Lieder Dark Star, The Eleven und St.Stephen wurde beinahe wöchentlich gespielt, bei dem die Band die Songs stets unterschiedlich interpretierte.
Im Gegensatz zu seinem Vorgänger Aoxomoxoa war das Album ein finanzieller Erfolg. Nachdem Warner Bros. Records 180.000 US-Dollar in Aoxomoxoa gesteckt hatte, erschien ihnen ein Livealbum als Doppel-LP zu einem geringeren Preis als sehr gute Idee.

## Erfolge
In den Billboard Charts erreichte das Album den Platz 64.
Am 24. August 2001 erreichte das Album den Goldstatus.
Der Musikjournalist Robert Christgau schrieb, dass das Album die beste Rockimprovisation aller Zeiten enthalte.
All Music Guide kommentierte, dass nur wenige Alben die Essenz einer Band derart zuverlässig wie Live/Dead abbilden würden.
Das Rolling Stone wählte Live/Dead auf Platz 244 der 500 besten Alben aller Zeiten.

## Trivia
Live/Dead ist das letzte Album mit Tom Constanten, der die Band verließ, da er für sich bei der hohen Anzahl von Liveauftritten keine Zukunft sah.
Die Band nutzte auch hier das Pseudonym McGannahan Skyjellyfetti, um damit Lieder zu kennzeichnen, die gemeinschaftlich in der Band entstanden, wie der Song Feedback. Der Name wurde an einen Charakter von Kenneth Patchens Werk Memoirs of a Shy Pornographer angelehnt.
Die Produktionskosten beliefen sich auf 100.000 US-Dollar.

## Titelliste

### 1969 LP

#### Seite 1
1. „Dark Star“ (Jerry Garcia, Robert Hunter) – 23:18

#### Seite 2
1. „St. Stephen“ (Robert Hunter, Jerry Garcia, Phil Lesh) – 6:31
2. „The Eleven“ (Robert Hunter, Phil Lesh) – 9:18

#### Seite 3
1. „Turn On Your Lovelight“ (Deardric Malone, Joseph Scott) – 15:05

#### Seite 4
1. „Death Don't Have No Mercy“ (Gary Davis) – 10:28
2. „Feedback“ (McGannahan Skjellyfetti) – 7:49
3. „And We Bid You Goodnight“ (Sarah Doudney) – 0:37

### 2003 CD
1. „Dark Star“ (Jerry Garcia, Robert Hunter) – 23:18
2. „St. Stephen“ (Robert Hunter, Jerry Garcia, Phil Lesh) – 6:31
3. „The Eleven“ (Robert Hunter, Phil Lesh) – 9:18
4. „Turn On Your Lovelight“ (Deardric Malone, Joseph Scott) – 15:05
5. „Death Don't Have No Mercy“ (Gary Davis) – 10:28
6. „Feedback“ (McGannahan Skjellyfetti) – 7:49
7. „And We Bid You Goodnight“ (Sarah Doudney) – 0:37
8. „Dark Star“ Studioaufnahme (Jerry Garcia, Robert Hunter) – 2:44
9. „Live/Dead Radio promo“ – 1:00